# 콩키스타도르
콩키스타도르(스페인어: conquistador, 스페인 정복자)는 특히 15세기부터 17세기에 걸쳐 아메리카 대륙에 침입한 스페인인들을 이르는 말이다. 포르투갈인 침략자들을 지칭하기도 한다. 페루의 잉카 제국과 아스텍 왕국을 침략한 것이 가장 대표적인 예이다. 그들은 황금을 약탈하고 원주민들을 대량 학살하기도 하면서, 잉카 문명과 아스텍 문명 등 아메리카 대륙의 고유 문명들을 파괴했다.
정복 초기에는 스페인왕이나 신성 로마 황제가 활동 자금을 대고, 수탈 수익의 일부를 나라에 납부하는 형태였지만, 후에는 정복자들 스스로가 활동 자금을 마련하고, 스페인왕 등은 형식적으로 정복을 허가해주는 형태로 바뀌었다. 그 때문에 약탈과 동업자 사이에 경쟁이 심화되었다. 정복자들은 더 이상 수탈할 물자가 없어지면, 원주민을 징용하여 농장이나 광산을 운영하여 부를 얻으려고 하였다. 16세기 후반 스페인 왕은, 정복자들이 세습 영주가 되는 것을 경계하여 부왕을 임명하는 등 직접 통치를 하려고 했다. 이 때문에, 정복자와 그 후계자들이 반란을 일으키는 경우도 있었다.

## 같이 보기
- 잉카 문명
- 아스테카 문명